# دانييل برينكمان
دانييل برينكمان (بالألمانية: Daniel Brinkmann)‏ (29 يناير 1986 هورن-باد ماينبرغ ألمانيا - ) هو لاعب كرة قدم ألماني يلعب كلاعب وسط.

## روابط خارجية
- دانييل برينكمان على موقع قاعدة بيانات كرة القدم.إي يو (الإنجليزية)
- دانييل برينكمان على موقع بيانات كرة القدم. دي إي (الألمانية)
- دانييل برينكمان على موقع Soccerway.com (الإنجليزية)
- دانييل برينكمان على موقع عالم كرة القدم.نت (الإنجليزية)